# Stenocactus

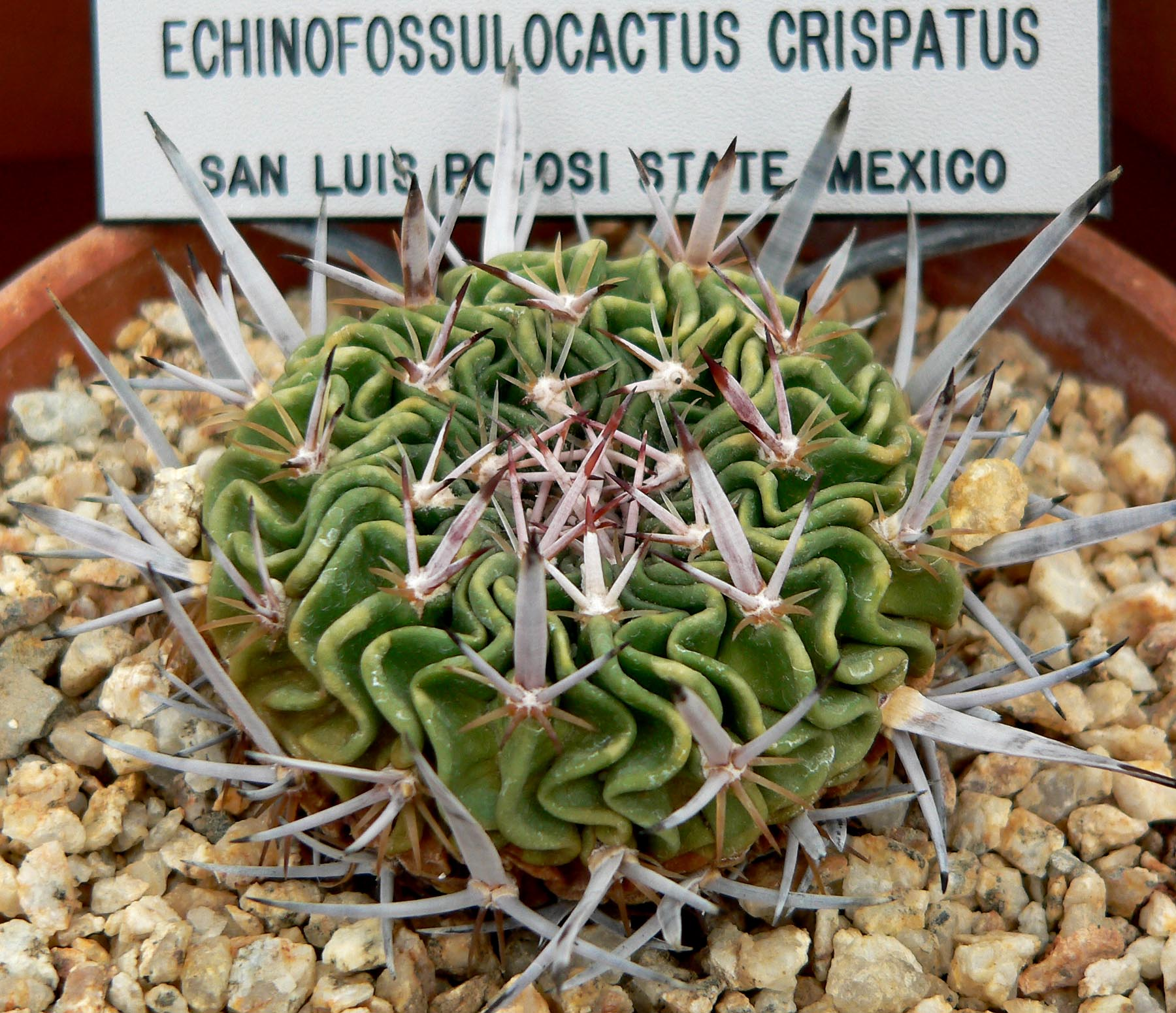
Stenocactus crispatus

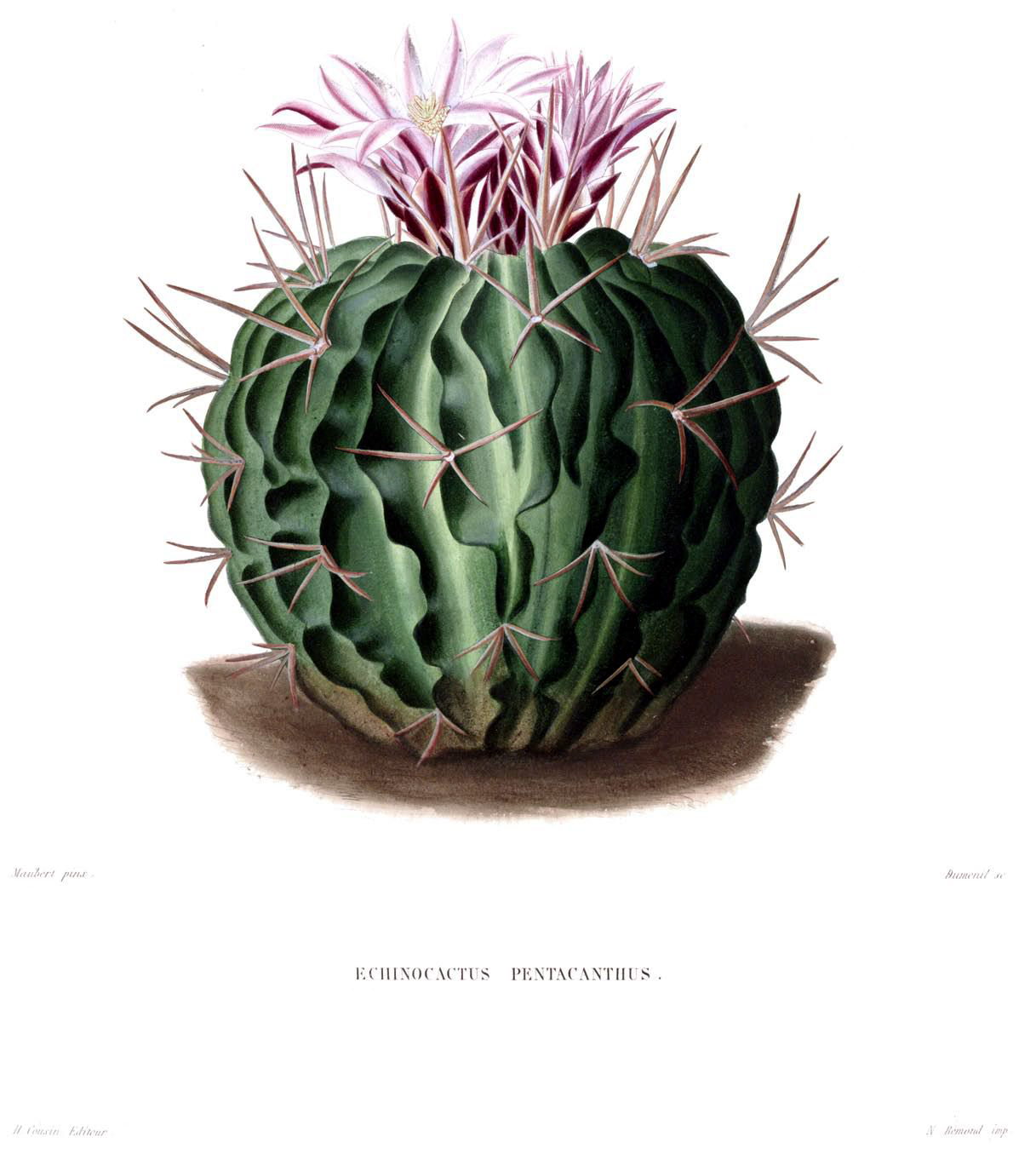
Stenocactus obvallatus

Stenocactus ist eine Pflanzengattung aus der Familie der Kakteengewächse (Cactaceae). Der botanische Name leitet sich vom griechischen Adjektiv στενός stenós für „eng“ oder „schmal“ ab und verweist auf die vielen schmalen Rippen.

## Beschreibung
Stenocactus-Arten haben kugelige bis kurzzylindrische Körper mit scharfkantigen und dünnen Rippen, die oft gewellt sind. Jungpflanzen haben meist Warzen und noch keine Rippen. Die Areolen stehen sehr weit auseinander und tragen ungehakte Dornen, die sich deutlich nach kräftigen Mittel- und schwächeren Randdornen unterscheiden lassen.
Die zwittrigen Blüten sind kurztrichterig und erscheinen im Scheitelbereich. Die Blütenhüllblätter sind weiß bis violett gefärbt. Die Früchte sind hellgrün, kugelig und leicht beschuppt. Bei Reife trocknen sie ein und reißen längs auf. Der Samen ist glänzend schwarz-braun.

## Systematik und Verbreitung
Die Arten der Gattung Stenocactus sind ausnahmslos in der Chihuahua-Wüste in Nord- und Mittelmexiko beheimatet. 
Karl Moritz Schumann stellte Stenocactus 1905 als Untergattung von Echinocactus (Echinocactus subg. Stenocactus) auf. Alwin Berger erhoben die Untergattung 1929 in den Rang einer Gattung. Die Typusart der Gattung ist Stenocactus obvallatus.  

### Systematik nach N.Korotkova et al. (2021)
Die Gattung umfasst die folgenden Arten:
- Stenocactus anfractuosus (Mart. ex Pfeiff.) A.Berger
- Stenocactus arrigens (Link ex A.Dietr.) A.Berger
- Stenocactus boedekerianus A.Berger
- Stenocactus coptonogonus A.Berger
- Stenocactus crispatus (DC.) A.Berger
- Stenocactus dichroacanthus (Mart. ex Pfeiff.) A.Berger ex Backeb. & F.M.Knuth
  - Stenocactus dichroacanthus subsp. dichroacanthus
  - Stenocactus dichroacanthus subsp. violaciflorus (Quehl) U.Guzmán & Vázq.-Ben.
- Stenocactus heteracanthus (Muehlenpf.) A.Berger
- Stenocactus jarmilae Halda & Horáček[4]
- Stenocactus kaplanii Halda, Kupčák & Sladk.[4]
- Stenocactus lamellosus (A.Dietr.) A.Berger
- Stenocactus lancifer (A.Dietr.) A.Berger ex Backeb. & F.M.Knuth
- Stenocactus magnificus Halda & Horáček[4]
- Stenocactus multicostatus (Hildm. ex K.Schum.) A.Berger
  - Stenocactus multicostatus subsp. multicostatus
  - Stenocactus multicostatus subsp. zacatecasensis (Britton & Rose) U.Guzmán & Vázq.-Ben.
- Stenocactus obvallatus (DC.) A.Berger
- Stenocactus ochoterenianus Tiegel
- Stenocactus pentacanthus (Lem.) A.Berger
- Stenocactus phyllacanthus (Mart) A.Berger
- Stenocactus sulphureus (A.Dietr.) Bravo
- Stenocactus tetraxiphus (Otto ex K.Schum.) A.Berger
- Stenocactus vaupelianus (Werderm.) F.M.Knuth
- Stenocactus wippermannii (Muehlenpf.) A.Berger

Synonyme der Gattung sind Echinocactus subg. Stenocactus K.Schum. (1898), Stenocactus (K.Schum.) A.W.Hill (1933, nom. illeg.) und  Efossus Orcutt (1926).

### Systematik nach Anderson/Eggli (2005)
Die Gattung umfasst die folgenden Arten: 
- Stenocactus coptonogonus (Lem.) A.Berger
- Stenocactus crispatus (DC.) A.Berger
- Stenocactus hastatus (Hopffer ex K.Schum.) A.Berger = Stenocactus lamellosus (A.Dietr.) A.Berger
- Stenocactus multicostatus (Hildm.) A.Berger
- Stenocactus obvallatus (DC.) A.Berger
- Stenocactus ochoterenanus Tiegel
- Stenocactus phyllacanthus (Mart. ex A.Dietr. & Otto) A.Berger
- Stenocactus rectispinus C.Schmoll = Stenocactus vaupelianus (Werderm.) F.M.Knuth
- Stenocactus sulphureus (A.Dietr.) Bravo
- Stenocactus vaupelianus (Werderm.) Backeb. & F.M.Knuth

Synonyme der Gattung sind Echinocactus subg. Stenocactus K.Schum. (1898), Ferocactus subg. Stenocactus N.P.Taylor (1980), Brittonrosea Spegazz. (1923, nom. illeg,. Art. 52.1) und Efossus Orcutt (1926, nom. illeg,. Art. 52.1).

## Botanische Geschichte
Die Nomenklatur der Gattung ist verwirrend und umstritten gewesen. Die Arten der Gattung wurden lange Zeit unter dem Gattungsnamen Echinofossulocactus geführt. Diese Gattung beschrieb 1841 George Lawrence. Die Gattung umfasste 26 Arten, aber es war keine Typusart angegeben. Später stellte sich heraus, dass die 26 Arten zu fünf verschiedenen Gattungen gehörten. Karl Moritz Schumann stellte im Jahr 1898, und offenbar in Unkenntnis der Arbeiten von Lawrence, zu Echinocactus eine Untergattung Stenocactus auf. Nathaniel Lord Britton und Joseph Nelson Rose übernahmen 1922 Echinofossulocactus und typifizierten die Gattung mit Echinofossulocactus coptonogonus. Sie wählten die Art aber nur aus, da sie an erster Stelle der Artenliste von Lawrence stand. David Hunt publizierte 1980 die Ergebnisse seiner taxonomischen Studien zur Gattung und schlug mit Echinocactus helophorus einen neuen Lectotyp für die Gattung Echinofossulocactus vor. Damit wurde Echinofossulocactus zum Synonym für Echinocactus. Auch die Internationale Organisation für Sukkulentenforschung (IOS) akzeptierte in der Folge die Gattung Stenocactus und erkannte sie mit ihren zehn Arten an.
Wegen der Blüten- und Fruchtmerkmale ist eine nahe Verwandtschaft von Stenocactus zu Ferocactus zu vermuten.